# 启蒙辩证法
《启蒙辩证法》（德语：Dialektik der Aufklarung: Philosophische Fragmente）是德国哲学家麦克斯·霍克海默与狄奥多·阿多诺于1940年合著的一部片段性哲学论证文章集，是法兰克福学派的重要代表作之一，其基本特征是把对德国法西斯主义的批判追踪到启蒙精神的自我摧毁，并把极权主义归因于科学的逻辑，进而对西方社会和思想进行激进的批判。本书对20世纪哲学，社会学，文化和政治上，特别是20世纪60年代至70年代新左派运动产生了重大的影响。